# Treffentaktik

Römische Armee mit Hilfstruppen in drei Treffen gegliedert. Das dritte (hintere) Treffen steht mit größerem Abstand und dient als Reserve. Die Legionskavallerie wird zurückgehalten.

Die Treffentaktik ist eine militärische Taktik, die eine bestimmte Form der Heeresaufstellung bezeichnet. Dabei stehen die taktischen Körper (Truppenteile) so hintereinander, dass sie Bewegungsfreiheit haben und sich unmittelbar unterstützen können. Die Taktik wurde vermutlich von Scipio etwa um 205 v. Chr. entwickelt und bis in die jüngste Vergangenheit militärisch genutzt.

## Begriffserklärung und -abgrenzung
Als „Treffen“ werden taktisch zusammengehörige Truppenteile bezeichnet, die eine gemeinsame Front bilden. Je nach Abstand zum Feind werden sie als erstes, zweites usw. Treffen angesprochen. Das erste Treffen steht dem Feind unmittelbar gegenüber, die weiteren Treffen stehen entsprechend der Zahlenfolge dahinter.
Ein zweites Treffen ist im engeren Sinne keine Reserve, da es durch seine Nähe zum ersten Treffen auch ohne besonderen Befehl zu dessen Unterstützung antreten oder sogar ins Gefecht gezogen werden kann. Es unterscheidet sich daher von der Reserve durch seine mangelnde Ungebundenheit und häufig auch durch die Festlegung auf die Unterstützung des ersten Treffens. Ein drittes Treffen („subsidia“) wird demgegenüber in den meisten Fällen als echte Reserve anzusehen sein, da es auch, wenn die ersten beiden Treffen bereits gebunden sind, noch zur freien Verfügung des Feldherren verbleibt.

## Entwicklung der Treffentaktik
Bei der Schlacht an der Trebia (218 v. Chr.) und vor allem bei der Schlacht von Cannae (216 v. Chr.) war die ca. 200 Jahre alte Manipeltaktik der Römer an ihre Grenzen gestoßen und hatte ihre Unzulänglichkeiten deutlich gezeigt. Oberhalb des Manipels gab es keine taktischen, sondern nur administrative Körper (Legion). Das in Manipular-Phalanx aufmarschierte römische Heer konnte sich ausschließlich nach vorne entwickeln. Wendungen zum Schutz der Flanken oder des Rückens der Armee überstiegen die Fähigkeiten der taktischen Einteilung. Verwertbar für die neue Entwicklung war hingegen die Einteilung der Soldaten in Hastaten-, Principes- und Triarier-Manipel, die jeweils hintereinander aufmarschierten, wobei die hinteren Abteilungen den Auftrag hatten, Lücken in der Phalanx vor ihnen zu schließen oder diese aufzunehmen. Anregungen zur Entwicklung der Treffentaktik gab auch die Aufstellung der Afrikaner bei Cannae (auf den Flügeln hinter der Kavallerie mit dem Auftrag erst in der Schlussphase einzugreifen) und die Aufstellung des makedonischen Heeres bei Gaugamela (Alexander hatte an beiden Flügeln kleinere selbstständige Abteilungen). Scipio hatte erkannt, dass für einen Sieg gegen Hannibal ein Heer erforderlich war, das auch während der Schlacht nach allen Seiten Front machen konnte und aus dem Anmarsch auch Kräfte gegen die feindliche Flanke vorschieben konnte. In den Schlachten von Baecula (208 v. Chr.) und Ilipa (206 v. Chr.) hatte er bereits Versuche unternommen Flankenangriffe zu führen. In der Schlacht auf den Großen Feldern (203 v. Chr.) führte er die Treffentaktik erstmals erfolgreich vor, um sie bei Zama (202 v. Chr.) für den kriegsentscheidenden Sieg einzusetzen. Bemerkenswert ist auch die Tatsache, dass Hannibal in dieser Schlacht ebenfalls eine Treffenaufstellung wählte, obwohl die taktische Idee gerade erst ein Jahr alt war.
Scipio hatte die organische Zusammengehörigkeit jeweils eines Hastaten-, Principes- und Triarier-Manipels aufgehoben und konnte dadurch die Principes und Triarier als zweites und drittes Treffen wahlweise zur Verstärkung des ersten Treffens, zur Deckung von Flanken und Rücken oder durch seitliches Herausziehen zur Frontverlängerung als Abwehr von Überflügelungsversuchen oder eigenen Stößen gegen die feindliche Flanke nutzen. Die Nachteile, die diese Entwicklung mit sich brachte (nur noch halbe Tiefe der Phalanx, dadurch weniger Druck; schmalere Front bei gleicher Truppenmasse; Füllen von Lücken in der Front durch den größeren Abstand erschwert), wurden durch die Vorteile einer ständigen Reserve (drittes Treffen) und größerer taktischer Beweglichkeit mehr als aufgewogen. Die Erfindung dieser Taktik stellt einen der wichtigsten Meilensteine in der Entwicklung der Kriegskunst dar.

## Verwendung im Laufe der Geschichte

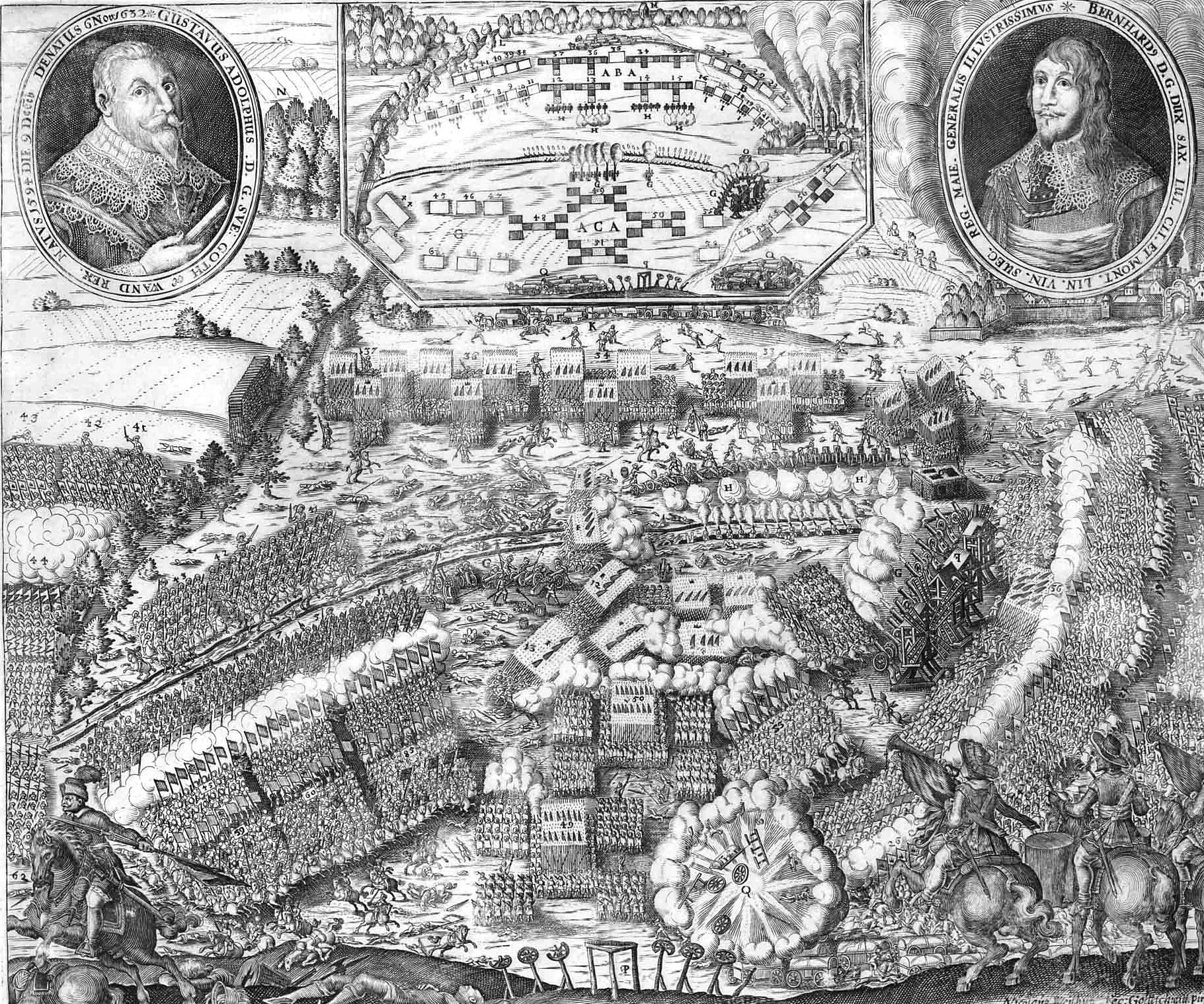
Schlacht bei Lützen (1632): Die Aufstellung in mehreren Treffen ist gut zu erkennen, auch auf dem Schlachtplan.

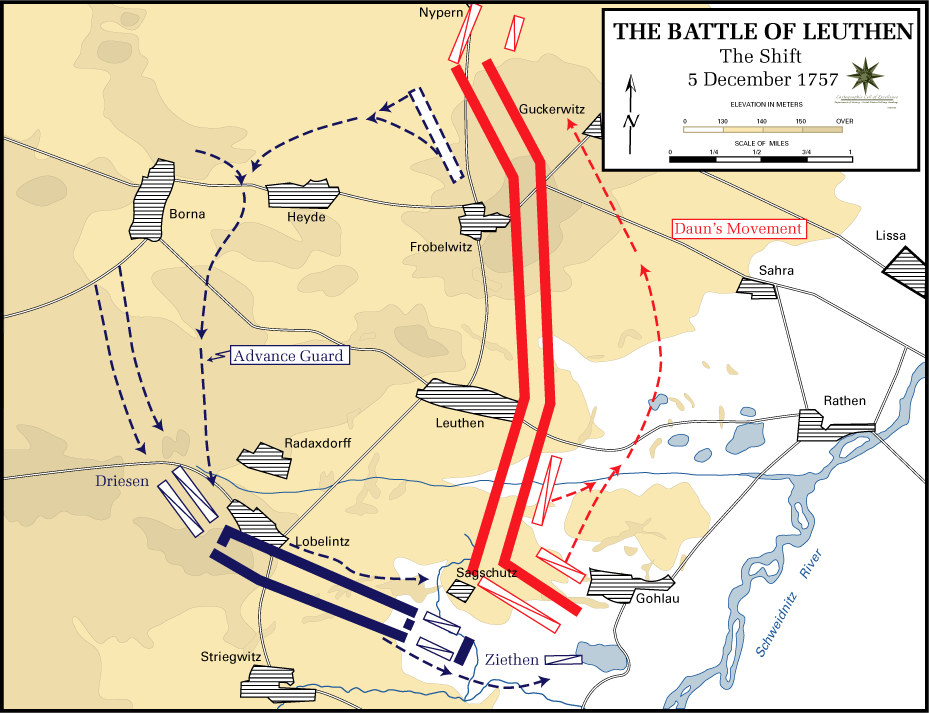
Schlacht bei Leuthen (1757): Beide Armeen sind in zwei Treffen gegliedert (parallele Linien).

Die Treffentaktik wurde bis in die jüngste Zeit in unterschiedlichen Formen aber stets nach der ursprünglichen Grundidee angewendet. Aus diesem Grunde verbietet sich auch eine Auflistung der Schlachten, in denen sie angewendet wurde.

### Antike
Nach dem Sieg von Zama löste die neue Treffentaktik im römischen Heer die ältere Manipeltaktik ab und blieb auch bei der späteren Entwicklung der Kohortentaktik organischer Bestandteil dieser neuen Kampfform. Zunächst die Manipel, später die Kohorten wurden bevorzugt schachbrettartig aufgestellt. Durch die Lücken konnten die Plänkler sich bei Beginn der Schlacht zurückziehen. Das zweite Treffen konnte danach in die Lücken des ersten Treffens einrücken, um die Front zu schließen. Die Flexibilität des in mehrere Treffen gegliederten Heeres gestattete dem Feldherrn spätestens mit Aufkommen der Kohortentaktik, auf jede Situation rasch und wendig zu reagieren. Aus den hinteren Treffen konnten stets Abteilungen für die Verstärkung der Front, für Stöße gegen die feindliche Flanke oder andere Aufträge herausgezogen werden.

### 16. und 17. Jahrhundert
Die Spanier formierten ihre Terzios in der zweiten Hälfte des 16. Jahrhunderts nach der Treffentaktik. Die Abstände waren gegenüber dem römischen Vorbild größer geworden. Jedoch gehörte das Einrücken eines Folgetreffens in das erste Treffen ja auch nicht mehr zu seinen Aufgaben. Die Terzios führten ihren eigenen Kampf und erhielten die Unterstützung aus den Folgetreffen durch Flankierungsbewegungen oder Flankenfeuer, nicht aber durch unmittelbare personelle Unterstützung.
Ende des 16. Jahrhunderts nahmen die Niederländer im Achtzigjährigen Krieg die Treffentaktik wieder auf (Oranische Heeresreform). Die Armee gliederte sich in Vorhut, Hauptmacht und Nachhut, jede dieser Einheiten zu zwei bis drei Treffen im Schachbrettmuster, auch die Kavallerie wurde einbezogen. Die großen Erfolge der Niederländer (z. B. Schlacht von Nieuwpoort 1600) gegen die zahlenmäßig meist überlegenen Spanier führten dazu, dass die protestantischen Staaten Norddeutschlands die Treffentaktik ebenfalls wieder einführten.
In den Schlachten des Dreißigjährigen Krieges war die Treffentaktik bereits dominierend geworden. Geprägt durch die Schweizer Eidgenossen wählten die Treffen der Infanterie zunehmend die taktische Formation des Gevierthaufen als Hauptelement der Schlachtordnung in allen europäischen Armeen.

### 18. und 19. Jahrhundert
Bei der Lineartaktik gehören mehrere Treffen bereits zu den Wesensmerkmalen. Gewöhnlich werden zwei Treffen gebildet, die aus zwei parallelen Linien bestehen, wobei jede Linie ein Treffen repräsentiert. Der Zwischenraum wird an den Flanken durch besonders dazu abgestellte Abteilungen (Bataillone) geschlossen und gedeckt. Häufig sind die Bataillone des zweiten Treffens nun wieder angewiesen, im ersten Treffen entstehende Lücken zu schließen, womit die Treffentaktik zu ihren Ursprüngen zurückkehrt.
Mit Entwicklung der Kolonnentaktik im Gefolge der Französischen Revolution entfernte man sich von der Treffenaufstellung zugunsten der Bildung einer eindeutigen Reserve. Aber das wurde in der Mitte des 19. Jahrhunderts wieder rückgängig gemacht. Die Gliederung in Treffen wurde durch alle Gliederungsebenen vom Regiment bis zum Korps geführt, wobei teilweise die Begriffe Treffen und Reserve ineinander verschwammen. Während die Bataillone im zweiten Treffen der Regimenter auch im strengen Maßstab als Treffen anzusprechen waren, konnte eine Division im zweiten Treffen eines Armeekorps je nach Lage als Reserve oder als Treffen angesehen werden.

### 20. Jahrhundert
Als Beispiel für die Gliederung von Armeen in Treffen des Ersten Weltkriegs kann die Schlacht von Karfreit (auch als 12. Isonzoschlacht bekannt) gelten.